# Estación Escobar
Escobar es una estación de tren ubicada en la ciudad de Belén de Escobar, en la provincia de Buenos Aires, Argentina. Se encuentra en el km 52.3 (km 53.3 según los postes del telégrafo) de la línea principal Buenos Aires - Rosario del Ferrocarril General Bartolomé Mitre.

## Servicios
Es una estación intermedia del servicio diésel interurbano del Ferrocarril General Bartolomé Mitre, servido entre las estaciones Villa Ballester y Zárate.
Bajo la concesión de TBA el ramal hacia Zárate tuvo 15 servicios diarios, con trenes en muy mal estado. 
En la actualidad, bajo la órbita de Trenes Argentinos, todos los trenes se encuentran en buen estado, limpios, cuentan con seguridad que viaja en uno de los coches en todo el recorrido. Los servicios de trenes que llegan a la estación son 20 servicios diarios de ida y 20 servicios de vuelta (con frecuencia de 23 minutos), los días de semana. Los sábados, tiene 16 servicios de ida y 16 servicios de vuelta, pero con frecuencia 33 min entre tren. Y los domingos, tiene 12 servicios, con frecuencia de 1:30hs. entre tren.

## Historia
En el siglo XIX cuando se proyecta la traza a emplear para asentar las vías férreas que unirían Buenos Aires con Campana, doña María Eugenia Tapia (propietaria de las tierras en donde se asienta actualmente la ciudad de Belén de Escobar), en ese entonces viuda de don José Antonio Cruz, conjuntamente con sus hijos Galo y Pedro, Juana, Trinidad y Marta decide donar 95.768.00 m² de sus tierras para la construcción de las vías ferroviarias, la estación y una playa de maniobras al Ferrocarril Buenos Aires a Campana Limitada de capitales ingleses.
La construcción de la estación y las vías férreas se realizó entre el 8 de noviembre de 1876 hasta 2 de julio de 1877.

## Toponimia
Lleva el nombre de la ciudad de igual denominación que recuerda a Alonso de Escobar, que participó en la expedición comandada por Juan de Garay en 1580. Alonso de Escobar fue regidor de Buenos Aires y obtuvo de las autoridades coloniales, grandes parcelas de tierras, en un paraje denominado, por aquel entonces, de Santiago y que hoy ocupa el pueblo que lleva su nombre.

## Imágenes

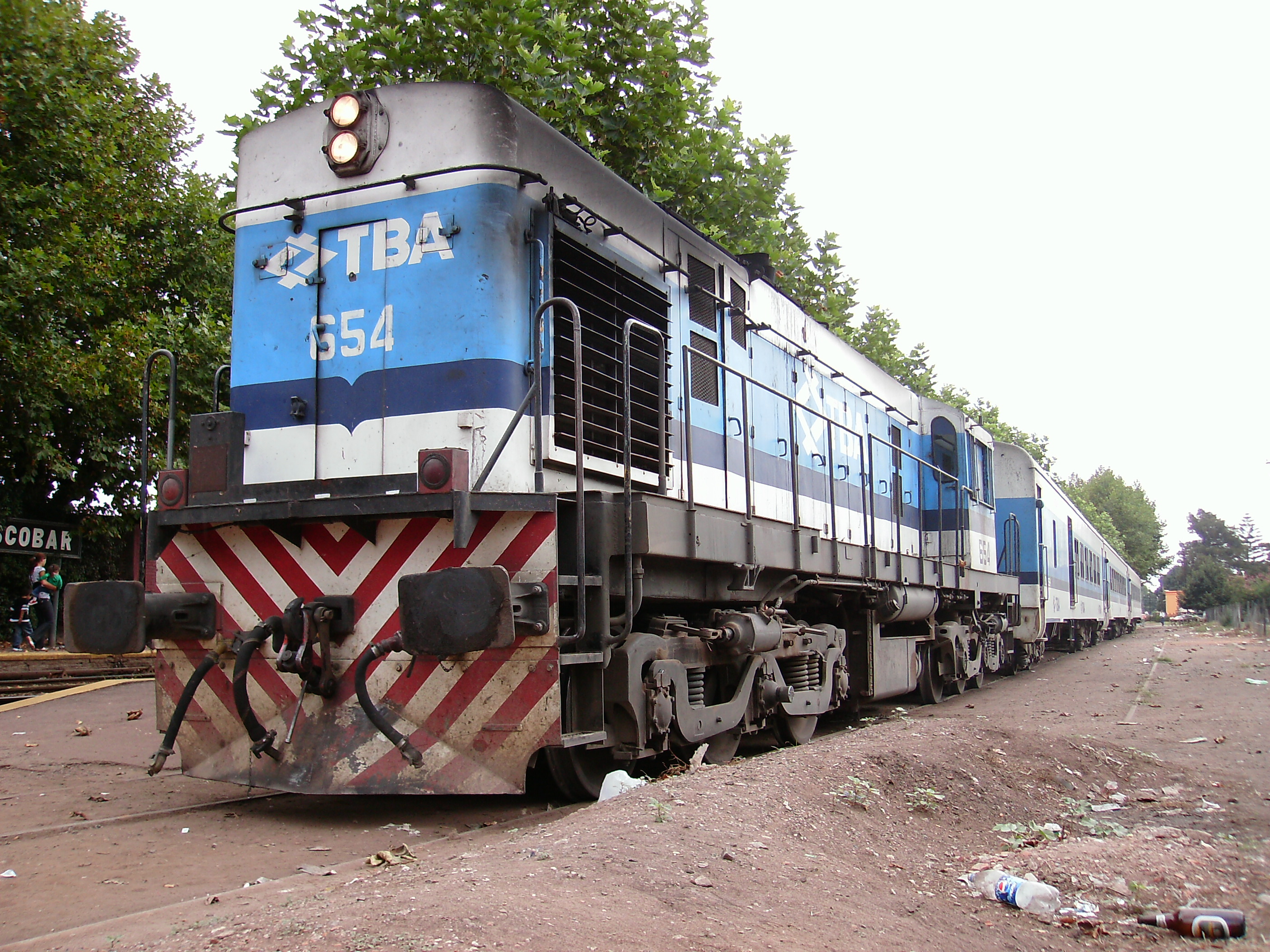
Formación en vía tercera.
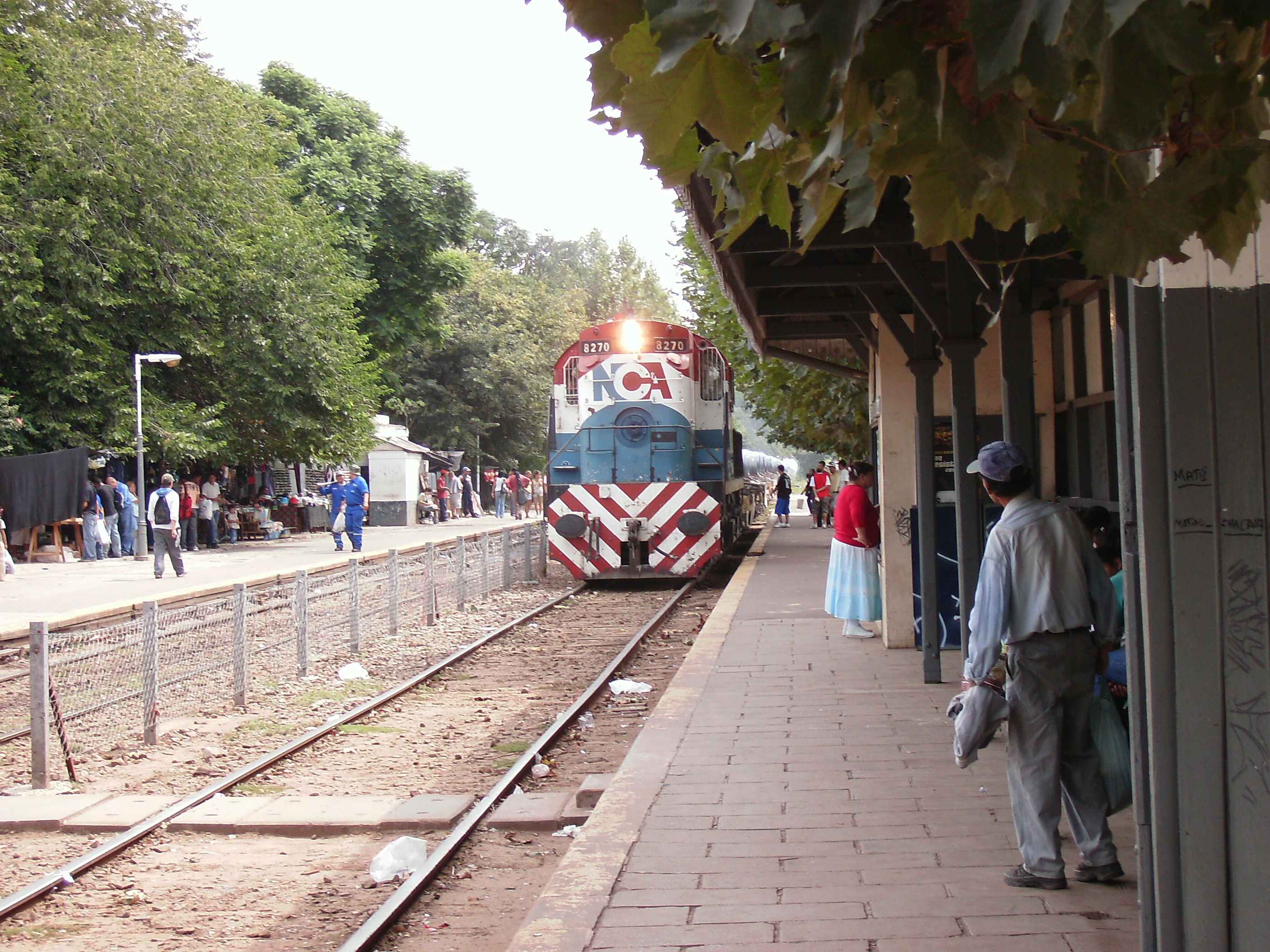
Tren de cargas transportando bobinas de acero pasando por la estación.
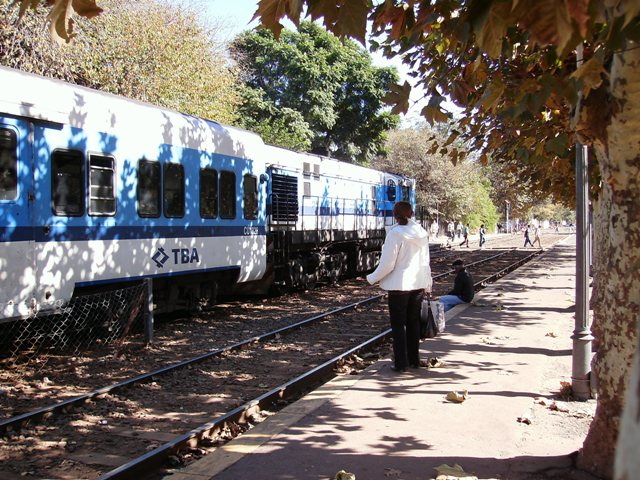
Formación partiendo de la estación.
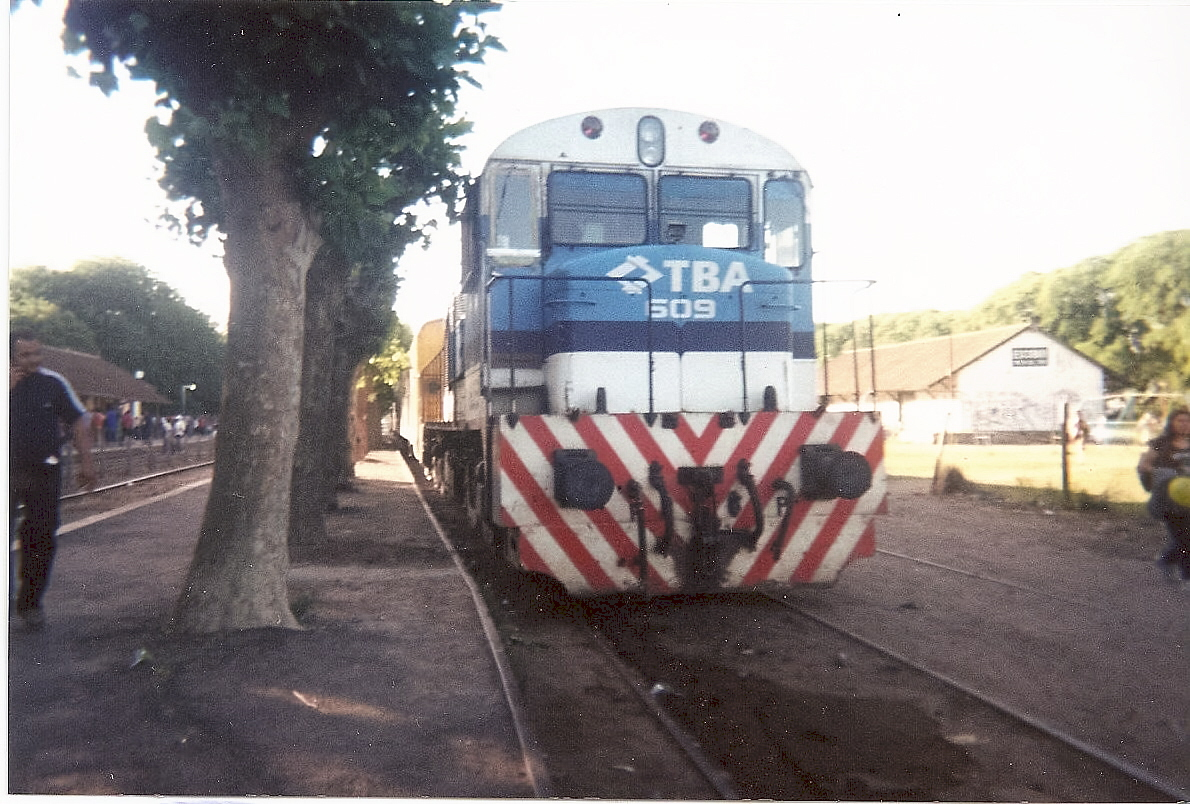
Formación con Locomotora GAIA en vía tercera.